# قرضامة
قِرْضَامَة (الاسم العلمي: Crocidura)، هو واحد من الأجناس التسعة في فُصيلة القرضاميات (الزباباوات بيضاء الأسنان) وفصيلة الزبابات. أنواعه أكثر 180، وهو أكبر جنس ثديي من حيث عدد الأنواع.